# Gregg Allman
Gregg Allman, właśc. Gregory Lenoir Allman (ur. 8 grudnia 1947 w Nashville, zm. 27 maja 2017 w Savannah) – amerykański muzyk rockowy i bluesowy; piosenkarz, klawiszowiec, gitarzysta i autor tekstów. Założyciel zespołu The Allman Brothers Band, z którym w 1995 roku wstąpił do panteonu Rock and Roll Hall of Fame.

## Młodość
Urodził się 8 grudnia 1947 w Nashville. Wychował się w Daytona Beach na Florydzie, gdzie wraz z bratem Duane’em uczęszczał do Seabreeze High School. Zainteresował się gitarą jako pierwszy, jednak to Duane wkrótce wyprzedził brata, natomiast Gregg skupił się na śpiewie. Jednym z jego ulubionych piosenkarzy był Little Milton.

## Kariera

### Allman Joys i Hour Glass
W 1963 wraz z bratem związał się z zespołem The House Rockers z Daytona Beach. Od połowy lat 60. do końca dekady bracia Allmanowie grali w kilku zespołach, m.in. w The Escorts i Allman Joys, z którymi występowali w południowo-wschodniej części Stanów Zjednoczonych. Pod koniec dekady Allman Joys przenieśli się do Los Angeles i podpisali kontrakt z Liberty Records. Występowali w grupie muzykôw sesyjnych The Hour Glass, z którą wydał dwa albumy: The Hour Glass (1967) i Power of Love (1968), oba utrzymane w charakterze psychodelicznego bluesa. Wytwórnia kontrolowała pracę zespołu, który nie był zadowolony z wydanych płyt.

### The Allman Brothers Band
Po nagraniu drugiego albumu zespół The Hour Glass się rozpadł, a Duane Allman wrócił na Południe, gdzie w niedługim czasie Duane założył zespół The Allman Brothers Band. Wytwórnia Liberty Records uważała, że Gregg ma potencjał do grania solo, dlatego pozwoliła pozostałym muzykom na opuszczenie zespołu, pod warunkiem, że Gregg zostanie w Kalifornii i nagra dla niej album. Artystę jednak szybko zmęczył ten układ, dlatego kiedy Duane zadzwonił z Jacksonville na Florydzie w marcu 1969, żeby powiedzieć, że zebrał zespół i potrzebuje wokalisty, Gregg przystał na tę propozycję. Od dawna chciał grać na organach Hammonda, które dostał zaraz po dołączeniu do zespołu i na których w krótkim czasie nauczył się grać. Od tamtego czasu grał na organach Hammond B-3, a także był jednym z głównych autorów tekstów i wokalistów zespołu, a także grał na fortepianie i gitarze.
Występował także jako solista. Wydał m.in. albumy: Laid Back (1973), The Gregg Allman Tour (1974), Playin’ Up a Storm (1977), Two the Hard Way (1977; nagrany z Cher), I’m No Angel (1987) i Just Before the Bullets Fly (1988), a także składanki: An Anthology (1972), An Anthology, Vol. 2 (1974) i The Best of Gregg Allman (1981).
W 2006 otrzymał od Georgia Music Hall of Fame nagrodę za życiowe osiągnięcia.

## Życie prywatne
Od lat 70. borykał się z narkotykami, takimi jak kokaina, heroina, a także z alkoholem. Od połowy lat 90. pozostawał czysty. Był on żonaty przynajmniej sześciokrotnie, a najsłynniejszą z jego żon była Cher (ich związek trwał od 1975 do 1979 roku). Ma z nią syna Elijah Blue Allmana, który również jest muzykiem.
Zmarł w swoim domu w Richmond Hill w stanie Georgia 27 maja 2017 roku z powodu powikłań wywołanych rakiem wątroby w wieku 69 lat. Jego pogrzeb odbył się w Snow's Memorial Chapel w Macon  3 czerwca i uczestniczył w nim między innymi dawny kolega z zespołu Dickey Betts, jego była żona Cher i były prezydent Jimmy Carter. Według Rolling Stone, żałobnicy ubierali się swobodnie w dżinsy na prośbę Allmana, a setki fanów, wielu w koszulkach Allman Brothers i słuchających muzyki zespołu, ustawiło się wzdłuż trasy pogrzebowej procesji.  Został pochowany w Rose Hill Cemetery w Macon, obok swojego brata Duane’a i kolegi z zespołu Berry Oakleya.
Przed śmiercią nagrał swój ostatni album, Southern Blood, z producentem Donem Was w FAME Studios w Muscle Shoals w Alabamie. Album został wydany 8 września 2017  i otrzymał uznanie krytyków.
W swojej książce biograficznej "My Cross to Bear" zastanawiał się nad swoim życiem i karierą, pisząc: Muzyka jest krwią mojego życia. Kocham muzykę, uwielbiam grać dobrą muzykę i uwielbiam grać muzykę dla ludzi, którzy ją doceniają. A kiedy wszystko już powiedziane i zrobione, pójdę do grobu, a mój brat przywita mnie, mówiąc: „Niezła robota, braciszku – dobrze się spisałeś”. Musiałem to powiedzieć milion razy, ale gdybym dziś umarł, świetnie się bawiłem.

## Dyskografia
| - 1969: The Allman Brothers Band - 1970: Idlewild South - 1971: At Fillmore East (live) - 1972: Eat a Peach - 1973: Brothers and Sisters - 1975: Win, Lose or Draw - 1976: Wipe the Windows, Check the Oil, Dollar Gas (live) - 1979: Enlightened Rogues - 1980: Reach for the Sky - 1981: Brothers of the Road - 1990: Seven Turns - 1991: Shades of Two Worlds - 1992: An Evening with the Allman Brothers Band: First Set (live) - 1994: Where It All Begins - 1995: An Evening with the Allman Brothers Band: 2nd Set (live) - 2000: Peakin' at the Beacon (live) - 2003: Hittin' the Note - 2004: One Way Out (live) | - 1973: Laid Back - 1974: Gregg Allman Tour (live) - 1977: Two the Hard Way – Allman and Woman (Cher) - 1977: Playin’ Up a Storm – The Gregg Allman Band - 1987: I’m No Angel – The Gregg Allman Band - 1988: Just Before the Bullets Fly – The Gregg Allman Band - 1997: Searching for Simplicity - 1997: One More Try: An Anthology - 2002: 20th Century Masters: The Millennium Collection (kompilacja) - 2002: No Stranger to the Dark: The Best of Gregg Allman (kompilacja) - 2011: Low Country Blues - 2017: Southern Blood |